# Stan Humphries
William Stanley Humphries (Shreveport, 14 de abril de 1965) es un exjugador estadounidense de fútbol americano que se desempeñaba como quarterback.

## Biografía
Jugando para la Universidad de Luisiana en Monroe, lideró a su equipo para ganar la NCAA Division I-AA en 1987. Gracias al éxito, solo estuvo dos temporadas: pasó para 4.395 yardas y 29 touchdowns. Todavía tiene el récord de juegos de pases de 300 yardas con ocho.
Actualmente es comentarista de fútbol universitario. También organiza su torneo de golf de celebridades homónimas, que ha recaudado más de $1 millón a lo largo de los años para el Hospital de Niños de San Diego.

### Legado
Fue incluido en el Salón de la Fama de los Cargadores de San Diego en 2002. En 2009 fue uno de los cuatro quarterbacks nombrados en el equipo del 50 aniversario de la franquicia. En 2004 también fue incluido por el Salón de Campeones de San Diego en el Salón de la Fama de Breitbard en honor a los mejores atletas de San Diego tanto dentro como fuera de la superficie de juego. Fue incluido en el Salón de la Fama de los Deportes de Luisiana en 2007.

## Carrera
Fue seleccionado por los Washington Redskins en ese entonces, hoy Commanders; en la sexta ronda del Draft de la NFL de 1988.

### Washington Commanders
Llegó como suplente de la estrella Mark Rypien y por ello recién hizo su debut en la temporada 1990, en Phoenix contra los Arizona Cardinals, cuando el titular se encontraba lesionado. Humphries jugó siete partidos, pasó para 1.015 yardas y tres touchdowns esa temporada.
La temporada siguiente, se consagró campeón cuando Rypien hizo ganar el Super Bowl XXVI a los Redskins en ese entonces.

### Chargers
Antes del inicio de la temporada de 1992, fue traspasado a los San Diego Chargers de emergencia; tras una lesión en la pretemporada del QB estrella: John Friesz. Los dos equipos ejecutaron la misma ofensiva, lo que permitió a Humphries hacer un impacto rápidamente. Pasó para 3.356 yardas y ocupó el quinto lugar en la liga. Ayudó a liderar a los Chargers, que tenían marca de 4-12 en 1991 y tropezaron con un inicio de 0-4 en 1992, para terminar con un récord de 11-5, ganando la AFC Oeste y poniendo fin a la sequía de playoffs de una década. Hasta el día de hoy, los Cargadores de 1992 son el único equipo en llegar a los playoffs después de un inicio de 0-4. Jugó con el hombro izquierdo dislocado en el Wild-Card Game de la AFC, una victoria por 17-0 sobre los Kansas City Chiefs, su primer partido de playoffs en casa desde la temporada 1980. Su temporada terminó la semana siguiente en una derrota por 31-0 ante los Miami Dolphins en los Playoffs Divisionales de la AFC.
En la temporada 1994 lideró a los Chargers con destacadas actuaciones a través de una impresionante serie de victorias en los Playoffs. Comenzó con los Chargers recuperándose de un déficit de 21-6 en el medio tiempo en casa para derrotar a los Miami Dolphins (liderados por el legendario quarterback Dan Marino) con una victoria de 22-21 en los playoffs divisionales de la AFC, ganando a los Chargers un viaje al Juego de Campeonato de la AFC la próxima semana en Pittsburgh. La semana anterior al partido algunos jugadores de los Pittsburgh Steelers, debido a que eran favoritos por 10 1⁄2 puntos, habían hecho un vídeo de rap asumiendo que serían ellos los que irían al Super Bowl. En lo que se convertiría en una de las grandes sorpresas de todos los tiempos del fútbol americano profesional, los Chargers nuevamente se recuperaron de un déficit de 13-3 al final del tercer cuarto y sostuvieron un furioso drive de último minuto de Pittsburgh con una línea de gol para ganar el campeonato de la AFC 17-13 en el Three Rivers Stadium. Así, ganaron un viaje a Miami y al Super Bowl XXIX; la primera y única aparición en la historia de la franquicia. Humphries ejecutó la primera conversión exitosa de dos puntos en el Super Bowl (que fue adoptada por la NFL al comienzo de esa temporada), lanzando un pase a Mark Seay. A pesar de perder el Super Bowl XXIX ante los San Francisco 49ers por 49-26, más de 100.000 aficionados saludaron al equipo cuando llegó a San Diego después del partido.
En 1997, Humphries se vio obligado a retirarse después de una serie de conmociones cerebrales. Durante los seis años en los Chargers, llevó al equipo a tres apariciones en playoffs y la única aparición de la franquicia en el Super Bowl, fue titular en 81 de los 88 partidos del equipo y completó: 1.431 de 2.516 pases para 17.191 yardas y 89 touchdowns. San Diego tuvo 47-29 (62%) en juegos de temporada regular y 3-3 en partidos de playoffs que comenzó de 1992 a 1997.